# Thure Persson
Thure Persson, född 23 november 1892 i Kristianstad, död 14 november 1956 i Bromma, var en svensk sprinter som tävlade för i tur och ordning Malmö Läroverks IF, IFK Stockholm och Fredrikshofs IF. 
Han hade svenska rekordet på 200 meter åren 1911 till 1914. Han vann ett SM på 100 meter och två på 200 meter. Han var med i det svenska silverlaget i stafett 4x100 meter i OS 1912.

## Karriär
Den 24 september 1911 i Göteborg slog Thure Persson Knut Lindbergs svenska rekord på 200 meter från 1908 (22,8 s) med ett lopp på 22,6 s. Han behöll rekordet till 1917 då Rolf Smedmark förbättrade det till 22,3 s.
Vid OS i Stockholm 1912 ställde Persson upp både på 100 meter och 200 meter, men blev utslagen i försöken i bägge grenarna. Han utgjorde tillsammans med Ivan Möller, Charles Luther och Knut Lindberg det svenska stafettlaget på 4x100 meter som tog silver.
Thure Persson vann SM på 200 meter 1913, på 23,0 s.
1914 vann Persson SM på 100 meter på 11,8 s och på 200 meter på 23,0 s.

## Rekord

### Svenska rekord
- 200 m: 22,6 s (Göteborg,  24 september 1911)[7]

### Personliga rekord
- 100 m: 10,8 s (Randers, Danmark,  3 augusti 1913)[8][9]
- 200 m: 22,2 s (Malmö 15 oktober 1911)[10][9]
- 400 m: 51,0 s (Malmö 31 juli 1913)[9]

### Fotnoter
1. 1 2 3  Thure Persson på Sveriges Olympiska Kommittés webbplats  Läst 2015-04-25
2. 1 2  Anitas OS-sida, Stockholm 1912 Arkiverad 4 mars 2016 hämtat från the Wayback Machine. Läst 2015-07-03
3. 1 2  Wiger 2006, s. 36.
4. 1 2 3  Wiger 2006, s. 40.
5. 1 2 3  Wiger 2006, s. 149.
6. 1 2 3  Wiger 2006, s. 156.
7. 1 2  Swedish Athletic Page Arkiverad 8 december 2007 hämtat från the Wayback Machine. Läst 2015-07-03
8. ↑  Holmberg 2009, s. 36.
9. 1 2 3  Personsida på Brinkster, läst 2015-09-15 [Inloggning krävs}
10. ↑  Holmberg 2009, s. 70.